# 白鳥春まつり
白鳥春まつり（しろとりはるまつり）とは、岐阜県郡上市で行われる祭りである。毎年5月4日に行われる。

## 開催場所
開催場所は白鳥市街地内。最寄駅は長良川鉄道越美南線美濃白鳥駅となる。
郡上市役所白鳥地域振興事務所・白鳥ふれあい創造館などに無料駐車場あり。

## 概況
主な内容（変更される可能性もあるが、基本的には以下のとおり）
- みこし・山車コンクール。（午後7時から）

各町内会や子ども会、有志などで作られる。
- 宝暦義民太鼓実演。
- フリーマーケット。

など